# Fráňa Šrámek
Fráňa Šrámek (Sobotka, 19 de enero de 1877-Praga, 1 de julio de 1952) fue un escritor y anarquista checo. 

## Biografía
En 1885, se mudó con su familia a  Písek, donde escribió gran parte de su obra. Estuvo en la milicia un año y después empezó a estudiar derecho en la Universidad Carolina. En septiembre de 1914, enfermó gravemente de reumatismo.

### Novelas
- Stříbrný vítr
- Tělo
- Past
- Křižovatky

### Poemarios
- Modrý a rudý (1906)
- Splav
- Ještě zní
- Života bído, přec tě mám rád (1905)
- Nové básně
- Rány, růže